# Viceměřice
Viceměřice är en ort i Tjeckien.   Den ligger i regionen Olomouc, i den östra delen av landet, 220 km öster om huvudstaden Prag. Viceměřice ligger 209 meter över havet och antalet invånare är 520.
Terrängen runt Viceměřice är platt. Runt Viceměřice är det ganska tätbefolkat, med 70 invånare per kvadratkilometer. Närmaste större samhälle är Prostějov, 14,8 km norr om Viceměřice. Trakten runt Viceměřice består till största delen av jordbruksmark.